# 黃伯英
黄伯英（？—？），籍贯不详，中华民国政治人物。

## 生平
黄伯英曾在福建政府下做事，后来赴美国留学，入斯坦福大学学习，同时任《世界日报》编辑。
中国民主宪政党的前身是保皇会，由康有为、梁启超等创立。后来，保皇会在革命冲击之下，改为中国宪政党，仅在美洲（包括美国本土及夏威夷）还残留了一些人员，便在夏威夷檀香山办了一小报，由李大明主持；又在美国旧金山办一《世界日报》，由伍宪子主持多年（该报与旧金山中国国民党办的《少年报》通过社论笔战多年）。伍宪子在抗日战争前离开美国回到香港寓居，《世界日报》乃由李大明接手当社长，并聘请斯坦福大学的留学生黄伯英任编辑。该报每日发表一篇社论，由李大明或者黄伯英撰写。
1945年上半年，李大明自美国西部来到华盛顿，与中国国家社会党的张君劢商讨两党合并事宜。同年5月至7月间，张君劢赴旧金山参加世界安全会议时，李大明与张君劢又进一步接触。黄英伯也就在此时结识了张君劢。旧金山会议闭幕后不久，张君劢回到华盛顿，广泛联系各方面人士，包括美国国会议员及部分科学机构负责人，以作应酬。1945年底，张君劢从华盛顿乘飞机回国，国民政府驻美国大使魏道明亲自到机场送行张君劢。
1945年11月11日，中国宪政党在加拿大举行全美党员代表大会，改党名为“中国民主宪政党”，选举伍宪子为主席，李大明为副主席。
张君劢归国后，经与中国国家社会党的老人协商，决定与中国民主宪政党合并，改名为中国民主社会党（简称“民社党”）。1946年11月，中国国民党单方面召开的制宪国民大会在南京召开，李大明、黄伯英等人纷纷返回中国，住在上海，中国民主社会党也派人参加。中国民主社会党在民國35年（1946年）11月23日公布该党制宪国民大会代表名单，黄伯英被列入。但是黄伯英因病不能出席。
制宪国民大会的任务之一是组建新政府，分配政府职务。李大明仅获得行政院不管部会政務委員的职位，李大明很不满，抱怨张君劢。1947年3月1日，黄伯英任国民政府立法院第四届立法委员。黄伯英虽成为立法委员，但未能消除李大明对张君劢的不满。不久，李大明与张君劢决裂。此后，李大明一直对张君劢十分愤恨。